# Центральные банки и валюты Океании
Центральный банк — главный регулирующий орган кредитной системы страны или группы стран. В данной статье приводится список всех центральных банков стран Океании.
| Валюта | Страна                        | Центральный банк                                                        | Наднациональный орган             |
| AUD    | Австралия                     | Резервный банк Австралии (Reserve Bank of Australia)                    |                                   |
| AUD    | Кирибати                      | Центральный банк отсутствует                                            | Резервный банк Австралии          |
| AUD    | Науру                         | Центральный банк отсутствует                                            | Резервный банк Австралии          |
| AUD    | Тувалу                        | Центральный банк отсутствует                                            | Резервный банк Австралии          |
| FJD    | Фиджи                         | Резервный банк Фиджи (Reserve Bank of Fiji)                             |                                   |
| NZD    | Новая Зеландия                | Резервный банк Новой Зеландии (Reserve Bank of New Zealand)             |                                   |
| PGK    | Папуа Новая Гвинея            | Банк Папуа — Новой Гвинеи (Bank of Papua New Guinea)                    |                                   |
| PGK    | Бугенвиль                     | Центральный банк Бугенвиля и Мекамуи                                    |                                   |
| SBD    | Соломоновы Острова            | Центральный банк Соломоновых Островов (Central Bank of Solomon Islands) |                                   |
| TOP    | Тонга                         | Национальный резервный банк Тонги (National Reserve Bank of Tonga)      |                                   |
| USD    | Маршалловы Острова            | Центральный банк отсутствует                                            | Федеральная резервная система США |
| USD    | Федеративные Штаты Микронезии | Центральный банк отсутствует                                            | Федеральная резервная система США |
| USD    | Палау                         | Центральный банк отсутствует                                            | Федеральная резервная система США |
| VUV    | Вануату                       | Резервный банк Вануату (Reserve Bank of Vanuatu)                        |                                   |
| WST    | Самоа                         | Центральный банк Самоа (Central Bank of Samoa)                          |                                   |

| Валюта | Территория                        | Центральный банк             | Наднациональный орган                                                                   |
| AUD    | Норфолк (Австралия)               | Центральный банк отсутствует | Резервный банк Австралии                                                                |
| CLP    | Исла-де-Паскуа (Чили)             | Центральный банк отсутствует | Центральный банк Чили                                                                   |
| NZD    | Ниуэ (Новая Зеландия)             | Центральный банк отсутствует | Резервный банк Новой Зеландии                                                           |
| NZD    | Острова Кука (Новая Зеландия)     | Центральный банк отсутствует | Резервный банк Новой Зеландии                                                           |
| NZD    | Токелау (Новая Зеландия)          | Центральный банк отсутствует | Резервный банк Новой Зеландии                                                           |
| NZD    | Острова Питкэрн (Великобритания)  | Центральный банк отсутствует | Резервный банк Новой Зеландии                                                           |
| USD    | Американское Самоа (США)          | Центральный банк отсутствует | Федеральная резервная система США                                                       |
| USD    | Гавайи (США)                      | Центральный банк отсутствует | Федеральная резервная система США                                                       |
| USD    | Гуам (США)                        | Центральный банк отсутствует | Федеральная резервная система США                                                       |
| XPF    | Новая Каледония (Франция)         | Центральный банк отсутствует | Эмиссионный институт заморских территорий Франции (фр. Institut d'émission d'Outre-Mer) |
| XPF    | Острова Уоллис и Футуна (Франция) | Центральный банк отсутствует | Эмиссионный институт заморских территорий Франции (фр. Institut d'émission d'Outre-Mer) |
| XPF    | Французская Полинезия (Франция)   | Центральный банк отсутствует | Эмиссионный институт заморских территорий Франции (фр. Institut d'émission d'Outre-Mer) |